# NGC 303
NGC 303 ist eine Balken-Spiralgalaxie vom Hubble-Typ SBab mit ausgedehnten Sternentstehungsgebieten im Sternbild Walfisch. Sie ist schätzungsweise 436 Millionen Lichtjahre entfernt und hat einen Durchmesser von etwa 75.000 Lj.

Im selben Himmelsareal befinden sich u. a. die Galaxien NGC 333 und IC 1604.
Das Objekt wurde im Jahr 1886 von dem US-amerikanischen Astronomen Francis Preserved Leavenworth entdeckt.